# Храм Хунсин
Храм Хунсин (Hung Shing Temple, 洪聖古廟) — даосский храм, расположенный в Гонконге, в районе Ваньчай. Это один из нескольких гонконгских храмов, посвящённых Хунсину — честному государственному чиновнику династии Тан, который пользовался уважением у простых людей. Он применял в своей работе астрономию, географию и математику, основал обсерваторию, что очень помогло рыбакам и морским купцам в прогнозе погоды. Хунсин умер молодым, но император повелел почитать его как святого (или божество). Согласно поверьям, даже после смерти Хунсин оберегал мореплавателей и жителей побережья от бурь и других стихийных бедствий. За это в Гуандуне и Гонконге его почитают как бога южных морей. В Гонконге он известен как Хунсинмиу (洪聖廟) или Тайвонмиу (大王廟).
Храм Хунсин являлся главным святилищем небольшой рыбацкой деревушки, существовавшей на острове Гонконг ещё задолго до британского владычества. Нынешнее здание построено, вероятно, в 1847 году (из-за особенностей рельефа оно известно как «храм на скале»). Теперь береговая линия в результате масштабных насыпных работ отодвинулась далеко на север, и храм оказался в окружении жилых и коммерческих зданий (он расположен на оживлённой Квинс-роуд-ист, возле небоскрёба Хоупвелл-сентр; рядом с Квинс-роуд-ист пересекаются улицы Тайвон-стрит-вест и Тайвон-стрит-ист, названные в честь храма, так как Тайвон — альтернативное имя Хунсина).
Храм представляет собой простое здание с одним залом и гранитной платформой перед фасадом. Крыша поддерживается гранитными колоннами. Две боковые лестницы ведут в боковые порталы, а центральный портал выходит на небольшую веранду. В 1867 году с левой стороны храма было пристроено буддийское святилище богини Гуаньинь. Сверху оно прикрыто квадратным блоком, который опирается на две колонны (позже над святилищем был достроен второй этаж с большим окном, выходящим на Квинс-роуд-ист). Художественное керамическое оформление храма Хунсин изготовлено известным мастером-гончаром в начале XX века.
Реконструкции храма проводились в 1857, 1860, 1867, 1949 и 1992 годах. Сегодня храм Хунсин находится под патронажем Комитета китайских храмов при больничной группе Тунва (это крупнейшая благотворительная организация китайцев Гонконга). Кроме Хунсина и Гуаньинь прихожане храма также поклоняются божествам Камфа (金花娘娘), Паукун (包公), Синвон (城隍) и другим. С 1987 года храм Хунсин является историческим памятником Гонконга первой категории.   